# Colinas Apollo 1

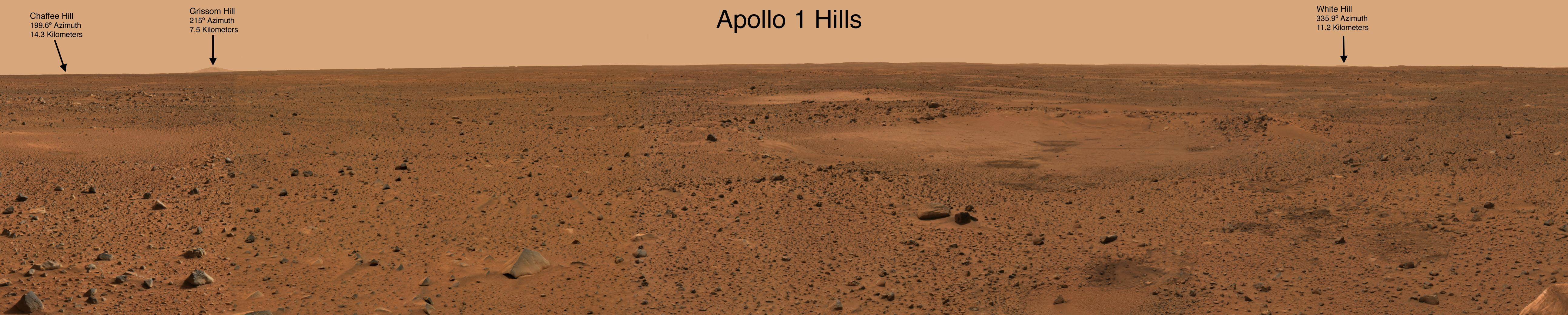
O panorama das colinas Apollo visto do ponto do pouso da MER-A.

As Colinas Apollo 1 é um conjunto de três grandes colinas separadas localizadas na cratera Gusev, em Marte. Elas foram fotografadas de uma grande distância pela rover Spirit. As três colinas foram nomeadas em honra aos três astronautas que morreram no lançamento da Apollo 1.
- Colina Grissom (depois Gus Grissom) está localizada a 7.5 km a sudoeste do Columbia Memorial Station.[1]
- Colina Chaffee (depois Roger Chaffee) está localizada a 14.3 km sul-sudoeste do Columbia Memorial Station.[1]
- Colina White (depois Edward White) está localizada a 11.2 km noroeste do Columbia Memorial Station.[1]

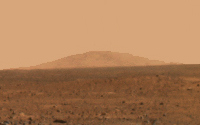
Colina Grissom

A União Astronômica Internacional ainda não oficializou as colinas com o nome dos astronautas.